# Cymbalaria glutinosa
Cymbalaria glutinosa là một loài thực vật có hoa trong họ Mã đề. Loài này được Bigazzi & Raffaelli mô tả khoa học đầu tiên năm 2000.